# Oleksi Prygorov
Oleksi Prygorov (Járkov, Ucrania, 25 de junio de 1987) es un clavadista o saltador de trampolín ucraniano especializado en trampolín de 3 metros, donde consiguió ser medallista de bronce olímpico en 2008 en los saltos sincronizados.

## Carrera deportiva
En los Juegos Olímpicos de 2008 celebrados en Pekín (China) ganó la medalla de bronce en los saltos sincronizados desde el trampolín de 3 metros, con una puntuación de 421 puntos, tras los chinos y rusos, siendo su compañero de saltos Iliá Kvasha.